# Богун Гаврило Григорович
Гаврило Григорович Бо́гун (нар. 7 квітня 1901, Бистрик — пом. 21 травня 1981, Бистрик) — український радянський краєзнавець, фольклорист, археолог і педагог.

## Біографія
Народився 25 березня [7 квітня] 1901 року в селі Бистрику Бердичівського повіту Київської губернії Російської імперії (тепер Бердичівський район Житомироської області, Україна) в бідній багатодітній селянській сім'ї. У 1913 році закінчив сільську церковно-парафіяльну школу. У 1917 року став завідувачем новоорганізованої при школі бібліотеки і хати-читальні. У 1920 році вступив до п'ятого класу Першої трудової школи міста Бердичева, після закінчення якого з 1920 по 1924 рік проходив військову службу в лавах Червоної армії — у караульному батальйоні в місті Києві. Після закінчення служби з 1924 року навчався на робітничому факультеті при Ніжинському інституті народної освіти імені Миколи Гоголя, потім здобув вищу освіту у цьому ж інституті, після закінчення якого у 1930 році вчителював на Полтавщині і Донбасі. З 1933 по 1961 рік (до виходу на пенсію за віком) працював у школах Бердичівського району: Скраглівській, Іванковецькій, Кикишівській, Слободищанській, Великоп'ятигірській.
Під час німецької окупації проживав у Бистрику. Після відвоювання села радянськими військами, із січня 1944 року по травень 1945 року брав участь у німецько-радянській війні, воював бійцем роти автоматників 1073-го стрілецького полку 316-ї стрілецької дивізії. Нагороджений медалями «За відвагу» (20 серпня 1944) та «За бойові заслуги».
Після демобілізації повернувся до роботи у школах Бердичівського району, викладав історію. Працюючи у Слободищенській школі створив учнівський гурток «Юний краєзнавець», навчав учнів розпізнавати пам'ятки, класифікувати їх. З 1957 по 1962 рік очолював туристсько-краєзнавчий гурток при Бердичівському палаці піонерів та школярів. Протягом п’яти років під його керівництвом було проведено понад 200 походів та екскурсій, в яких брали участь до 3 000 учнів. З 1962 по 1966 рік керував краєзнавчим гуртком при Бердичівському педагогічному інституті. У 1972 році був нагороджений Республіканським комітетом по проведенню громадського огляду по охороні пам'ятників історії та культури Дипломом першого ступеня за активну участь у вивченні, збереженні та популяризації пам'яток УРСР.
Помер 21 травня 1981 року в селі Бистрику, де і похований. У 2001 році на могилі встановлена стела з чорного лабрадориту (висота 1,3 метра) з вибитим портретом та присвятним написом.
До 100-річчя від дня народження Гаврила Богуна в Бердичеві 16 травня 2001 року відбулась Всеукраїнська конференція «Бердичівщина: поступ у третє тисячоліття».

## Дослідження
Дослідив понад 70 археологічних поселень епохи неоліту та часів Київської Русі у басейні річки Гнилоп'яті. Вивчав топоніми Бердичівщини, збирав місцевий фольклор. Ним записані понад 150 пісень, серед яких маловідомі весільні, купальські пісні, колядки і щедрівки. Проводив топонімічні дослідження, систематизував походження багатьох географічних назв населених пунктів Бердичівщини. Опублікував одинадцять краєзнавчих праць, серед яких:
- З досвіду роботи історичного гуртка «Юний краєзнавець» Слободищенської семирічної школи. Житомир, 1956 (у співавторстві);
- Материалы и исследования по археологии СССР. Москва, 1960. № 32 (рос.);
- Археологічні пам'ятки Бердичівського району // Наукові записки Бердичівського педагогічного інституту. Том 2. 1961;
- Нові знахідки римських монет (Житомирська область) // «Український історичний журнал». 1963. № 1;
- Краєзнавці збирають археологічний матеріал // «Український історичний журнал». 1963. № 3 (у співавторстві);
- Про походження назви і виникнення міста Бердичева // «Український історичний журнал». 1968. № 5.

Був одним із ініціаторів створення музею історії села Терехове.